# Manfred Bissinger

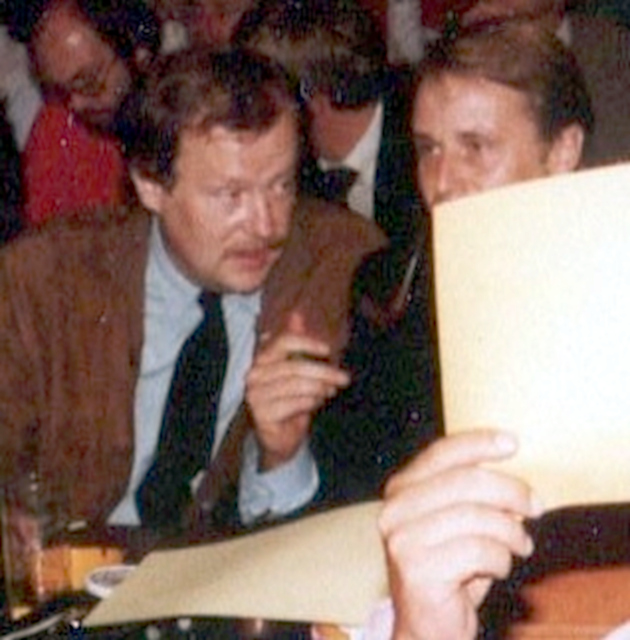
Pressesprecher Bissinger (links) mit Hamburgs Erstem Bürgermeister Hans-Ulrich Klose, 1979

Manfred Edwin Bissinger (* 5. Oktober 1940 in Berlin) ist ein deutscher Publizist.
Bissinger war u. a. zunächst Reporter beim Norddeutschen Rundfunk (NDR) im Fernsehmagazin Panorama und entwickelte ab dem Jahr 1967 den Stern von einer bunten Illustrierten zu einem linksliberalen Magazin. Danach war er von 1978 bis 1981 Pressesprecher des Hamburger Senats in dessen Presse- und Informationsamt. Er wirkte zudem als Chefredakteur von konkret (1981–1983), natur und Merian. In den Jahren 1993 bis 2000 war er Chefredakteur und Herausgeber der Wochenzeitung Die Woche, anschließend Geschäftsführer bei Hoffmann und Campe. Mit 73 Jahren gründete er eine Agentur für Publizistik.
Politisch der SPD nahestehend sieht er sich selbst als einen „klassischen Linksliberalen“ in einem ständigen „Konflikt“ zwischen „wert-konservativem“ Bewahren und dem Streben nach „Freiheit, Solidarität und Gerechtigkeit“.

## Leben
Manfred Bissinger wurde als dritter Sohn des Verlegers und Journalisten Edgar Bissinger und dessen Ehefrau Luise Bissinger, geborene Kanzler, geboren. Sein Vater war Pressereferent beim wirtschaftspolitischen Amt der NSDAP und später bei der Deutschen Arbeitsfront. Er schrieb auch für den Völkischen Beobachter und wurde Leutnant der Wehrmacht. Bissinger sagte über seinen Vater: „Er war Nationalsozialist und er war es aus Überzeugung.“ Als Ausgebombte kam die Familie Anfang 1943 nach Bayern, wo die Familie seiner Mutter lebte. Nach dem Krieg schrieb Edgar Bissinger ein Buch, das ein Freund aus der Familie Ebner von der Verlagsgruppe Ebner Ulm verlegte. Das Buch zur Traumdeutung wurde nicht gegen Geld verkauft, sondern nur gegen Lebensmittel von Bauernfamilien getauscht. Bissinger und Ebner verkauften daraufhin diese Lebensmittel auf dem Schwarzmarkt und so konnte Edgar Bissinger ein Grundstück mit Haus in München-Lochhausen erwerben.
Als Vater Bissinger einen Fachverlag gründete, zog die Familie nach Köln und Manfred ging zunächst auf ein Gymnasium in Köln-Sülz. Nach einer schweren Prügelei wurde er von der Schule verwiesen, doch kein anderes Gymnasium wollte ihn mehr aufnehmen. Daher musste er nach der Mittleren Reife abgehen und seinen Berufswunsch Architekt aufgeben. Er besuchte anschließend die Handelsschule und machte einen Abschluss als Bilanzbuchhalter. Auf der Realschule lernte er seine Frau Ursula kennen, die aus einer linken sozialdemokratischen Familie kam. Durch diese Kontakte wurde Manfred Bissinger politisch interessiert, dabei lernte er kommunistische und jüdische NS-Opfer kennen. Sie heirateten jedoch erst zehn Jahre später.
Der Vater wollte Manfred als Journalisten sehen, der später im eigenen Verlag arbeiten sollte, und trotz größerer Differenzen in der Familie erkannte Manfred sein Talent zum Schreiben und fand sich damit einverstanden. Ein Volontariat in Publikumsmedien war ohne Abitur ausgeschlossen, deshalb ging Manfred zu einem Freund der Familie, dem Verlag Holzmann Medien im bayerischen Bad Wörishofen, wo er bei der Zeitschrift Vieh- und Fleischwirtschaft das Handwerk lernte. Eine Initiativbewerbung bei der Süddeutschen Zeitung 1957 war zunächst erfolgreich, die Zeitung sagte aber ab, weil sie nach der anstehenden Gründung der Deutschen Journalistenschule kein eigenes Volontärsprogramm mehr unterhalten würde. Bissinger wurde zur Augsburger Allgemeinen vermittelt, wo er sein Volontariat in der Wirtschaftsredaktion fortsetzen konnte. Noch während der Ausbildung wurde er einziger Redakteur des Kopfblatts Donau-Zeitung, wo er einen Skandal auslöste, als er als einziger Journalist in der erzkonservativen Region über die Verhaftung von zwei Priesterseminaristen wegen sexuellen Missbrauchs von Kindern berichtete. Der Verleger der Augsburger Allgemeinen kündigte ihn, doch Bissinger hatte bereits Kontakte zur dpa geknüpft und nach diesem Scoop wollten ihn diese gern übernehmen.
Zur dpa kam er im Jahr 1962 nach Hamburg. Die Hamburger Flutkatastrophe war sein erstes großes Thema und er machte sich schon hier einen Namen als engagierter und guter Reporter. 1965 bewarb er sich erstmals bei Henri Nannen persönlich und bekam den Auftrag, für den Stern sechs Monate in Israel zu verbringen und darüber zwei bis drei Reportagen zu schreiben. Dieses für einen jungen Journalisten herausragende Angebot sagte er jedoch ab, als ihm kurzfristig die Regie-Assistenz bei Jürgen Neven-du Mont beim NDR in der Redaktion Panorama angeboten wurde. Bei Neven-du-Mont konnte er Neues lernen und das zog er dem ersten großen Auftrag vor. Bissinger arbeitete bei Panorama anfangs an gleich zwei Projekten zu Osteuropa und machte sich einen Namen als kreativer Journalist. Er wurde vom Regie-Assistent zum Reporter und arbeitete von 1965 bis 1966 unter der Leitung von Joachim Fest. Nach der Entlassung von Fest beim NDR aus Gründen des Parteienproporzes protestierten Bissinger, Egon Monk, Winfried Scharlau, Stefan Aust und andere. Bissinger kündigte aus Solidarität und bewarb sich bei Henri Nannen und Gruner + Jahr.
In Hamburg entwickelte Bissinger sein langjähriges Netzwerk aus persönlichen Freunden, das weit über berufliche Kontakte hinaus reichte und Maler, Galeristen und Schauspieler einschloss, darunter Horst Janssen, Günter Grass, Dieter Kosslick oder Peter Rühmkorf. Ein weiterer Freund wurde Helmut Schauer, zunächst Gewerkschafter, dann Vorsitzender des Sozialistischen Deutschen Studentenbundes. Das Netzwerk baute er später weiter aus, es umfasste so unterschiedliche Menschen wie Roger Willemsen, den Werber Werner Knopf oder den Manager Christian Kullmann. Jedes Wochenende führte er umfangreiche Korrespondenzen mit seinen Freunden, den Briefen legte er häufig eine Fundsache bei, die speziell für den Empfänger ausgesucht war.

### Stern
In der Politik-Redaktion von Stern war keine Stelle frei, deshalb wurde Bissinger vorübergehend bei den „Leserbriefen“ beschäftigt. Unwissentlich erhielt er dadurch eine Machtposition, von der er in der Folge konsequent Gebrauch machte. Aus den eingehenden Leserbriefen und Beschwerden erkannte Bissinger schnell die Schwächen aller Redakteure und war darüber besser informiert als die Chefredaktion. Er sprach in den Redaktionskonferenzen offen darüber und signalisierte damit den Kollegen: „Achtung, stellt euch gut mit mir!“ Ab 1967 war er Redakteur, Reporter, geschäftsführender Redakteur und schließlich von 1975 bis 1978 stellvertretender Chefredakteur bei der Zeitschrift Stern. Nannen wurde Bissingers Mentor, manchmal väterlicher Freund, und er erteilte ihm einen Lehrgang in Publizistik, journalistischer Qualität und politischem Engagement. Nannen seinerseits bezeichnete Bissinger als den begabtesten Blattmacher, der jemals beim Stern war. Unter Nannen und mit Bissinger wurde der Stern zum Wegbereiter der ersten sozialliberalen Koalition. Geld spielte damals keine Rolle, in der Wirtschaftswunderära kamen mehr Anzeigenaufträge herein, als gedruckt werden konnten.
Bissingers erste große Reportage O Schlesierland, mein Heimatland von 1967 spielte in Polen und Westdeutschland. Bissinger hatte in Schlesien polnische Einwohner getroffen und in Deutschland sich mit den ehemaligen Eigentümern von deren Häusern unterhalten. Flucht und Vertreibung wurden so erstmals in der deutschen Presselandschaft in Dialogen und Zwischentönen dargestellt. Die Grundhaltung des Artikels war jedoch eindeutig: die Ostgebiete waren polnisch und eine Rückkehr ausgeschlossen. Daher sollte die Oder-Neiße-Grenze anerkannt werden. Im Bundestag waren dazu die Stimmen der FDP ausschlaggebend. Der Stern, Nannen und Bissinger schossen sich auf die Partei ein und bekämpften deren konservativen Vorsitzenden Erich Mende, der eine Aussöhnung mit Polen und der Sowjetunion ablehnte.
Bissinger enthüllte im selben Jahr, dass Mende nebenbei für den US-Finanzkonzern Investors Overseas Services arbeitete, der später als Schneeballsystem enttarnt wurde und im Jahr 1970 unterging. Mende war nicht mehr tragbar und wurde 1968 durch Walter Scheel ersetzt. So richtete sich die FDP neu aus und die sozial-liberale Koalition und die neue Ostpolitik wurden möglich. Die Bedeutung des Sterns und Bissingers dafür wurde nicht beachtet.
Ende 1967 griff eine Reportage von Bissinger direkt Axel Cäsar Springer als Person und seine Boulevardzeitung Bild an. Damit endete das friedlich konkurrierende Nebeneinander der beiden großen Verlagshäuser Gruner + Jahr und Axel Springer Verlag. Außerdem wurde der Stern im Jahr des Todes von Benno Ohnesorg und den Studentenprotesten zu einem Blatt, das sich nach Peter Rühmkorf „zu einem führenden Meinungsträger der Republik entwickelte, mit dem sich auch elaborierte Zeitgenossen auf der Straße oder im Café zu zeigen wagten.“
Im Jahr 1970 wurde Bissinger ein Vertragsentwurf zugespielt, wonach Axel Springer an seinem 60. Geburtstag im Mai 1972 33,3 % seines Verlages an Bertelsmann verkaufen werde – mit der Option auf mehr als 50 %. Bertelsmann war kurz zuvor als Mitgesellschafter bei Gruner + Jahr eingestiegen und wurde damit ein Miteigentümer am stern. Das Vorhaben wurde durch Bissinger publik, Reinhard Mohn und Springer nahmen von der Fusion Abstand. Die Generalbevollmächtigten der beiden Verlage Christian Kracht (Springer) und Manfred Köhnlechner (Bertelsmann) mussten gehen.
Die politische Ausrichtung Bissingers wurde 1975 zu einem Problem im Haus Bertelsmann, trotz der enormen Gewinne, die der Stern einnahm. Im Vorjahr hatte das Blatt 40 Millionen Mark Gewinn gemacht und damit eine Eigenkapitalrendite von 15 % erwirtschaftet. John Jahr junior soll Bissinger für einen Kommunisten gehalten haben und dafür verantwortlich gewesen sein, dass Bissinger entgegen dem Redaktionsstatut nicht stellvertretender Chefredakteur werden sollte. Nach einem persönlichen Gespräch bot Reinhard Mohn Bissinger eine Million DM als Abfindung an, wenn er von sich aus kündigen würde. Bissinger lehnte ab. Im Aufsichtsrat von Bertelsmann saß ein Vertreter der Deutschen Bank, der sich das nur so erklären konnte, dass Bissinger von der DDR noch üppiger bezahlt würde. Erich Kuby fasste die Vorwürfe zusammen: „Der Bissinger ist fremdgelenkt …“ Nannen blieb bei der Berufung und setzte sich durch. Manfred Bissinger wurde stellvertretender Chefredakteur und bekam eine Abfindung zugesichert, für den Fall einer Nichtverlängerung nach 30 Monaten. Andererseits wurde Peter Koch beim Stern zum Sonderkorrespondenten, einer neu geschaffenen Position nahe der Chefredaktion, so dass ein Konkurrenzverhältnis entstand.
Zur Jahreswende 1977/78 erschien im stern ein Artikel des Wirtschaftsredakteurs Kurt Blauhorn („… und morgen die ganze Welt“) über Deutschlands Reiche und deren Auslandsinvestitionen, die auch als Steuerflucht gesehen werden konnten. Darin war vermerkt, dass auch Reinhard Mohn sein Geld im Ausland und sogar in faschistischen Diktaturen angelegt hatte. Viele Unternehmer beschwerten sich bei Mohn, der Bissinger verantwortlich machte. Bissinger stand zu der Veröffentlichung, woraufhin Nannen ihn diesmal fallen ließ. Nach seiner Entlassung unterstützten ihn auf Initiative von Freimut Duve, Klaus Staeck und Jürgen Habermas in einem Offenen Brief weitere Prominente, darunter Günter Grass und der ÖTV-Gewerkschaftsvorsitzende Heinz Kluncker. Bissingers Entlassung und die Proteste dagegen wurden zum Aufmacher der Tagesschau. Als Nachfolger von Bissinger wurden Felix Schmidt und Peter Koch ernannt, Henri Nannen wechselte 1980 vom Chefredakteur zum Herausgeber des Sterns. Alle drei Redakteure scheiterten 1983 in der Affäre um die Hitlertagebücher.

### Pressesprecher des Hamburger Senats
Hamburgs Erster Bürgermeister Hans-Ulrich Klose traf zufällig den gerade spektakulär entlassenen Bissinger und fragte ihn, ob er beim SPD-Wahlkampf um die Wiederwahl mitarbeiten wolle. Bissinger sagte zu, obwohl sich Freunde wunderten, warum er als Linker für den als in der SPD eher rechts geltenden Klose arbeiten wollte. Bissinger engagierte sich und gilt als einflussreicher Faktor bei der erfolgreichen Wiederwahl mit einem hervorragenden Ergebnis für die SPD.
Bissinger wurde nach der Wahl auf Vorschlag von Klose zum Pressesprecher des Hamburger Senats berufen. In dieser Zeit engagierte er sich für die Gründung des Filmfests Hamburg 1979. Klose entwickelte entgegen seiner ersten Amtszeit die Politik der Hansestadt nach links der Mitte. In der Atomenergiepolitik sprach er sich gegen das AKW Brokdorf und das AKW Stade aus. Weiterhin kritisierte Klose den Radikalenerlass und die Rolle des Staates, der ungewollt zum „Reparaturbetrieb des Kapitalismus“ wird. Bissingers Kritiker erklärten ihn zum Einflüsterer und Rasputin, der für diesen Wandel verantwortlich sei. Insbesondere tat sich damit die Bild-Zeitung hervor, die seine „sehr Springer-kritische[n] Titelgeschichten“ im stern nicht vergessen hatte. Auch einflussreiche, konservative Kreise in der Hamburger SPD betrachteten Bissinger skeptisch. Als Gründe für den Wandel in der Politik Kloses gilt aber vor allem, dass er nach der hervorragenden Wiederwahl seine persönlichen Überzeugungen umsetzen wollte und konnte.
„Drei Jahre hielten Klose und Bissinger stand, mußten aber dann, ziemlich zermürbt, zurücktreten.“ Die Atomenergiepolitik führte im Mai 1981 zum Rücktritt Kloses, nachdem er eine Auseinandersetzung innerhalb der SPD verloren hatte. Im Zuge des Rücktritts entließ Klose auch Bissinger, damit sein Nachfolger Klaus von Dohnanyi freie Hand bei der Besetzung der Pressestelle hatte. Die Ruhestandsregelungen für politische Beamte, an der der Vertrag Bissingers orientiert war, wurde in einflussreichen Medien skandalisiert. Bissinger verzichtete später freiwillig auf jegliche Auszahlung aus diesem Vertrag. Ein Herzinfarkt Bissingers erzwang eine Auszeit.

### Chefredaktionen
Im Jahr 1981 übernahm Bissinger die Chefredaktion der Zeitschrift konkret und verdreifachte in zwei Jahren die Auflage. Der konkret-Neubegründer Hermann Gremliza zog sich formal auf die Position des Herausgebers zurück. Bissinger führte große Reportagen als Titelgeschichten bei konkret ein. Besonders bekannt wurden seine Veröffentlichungen von Erinnerungen des Ministerialdirigenten und Leiters des bayerischen Verfassungsschutzes Hans Langemann. Nach einem kritischen Artikel über den damals neu gewählten Bundeskanzler Helmut Kohl folgte auf Antrag der Bundesregierung eine Hausdurchsuchung der Redaktion sowie der Wohnung Bissingers und eine Anklage der Bundesanwaltschaft wegen des Verrats von Staatsgeheimnissen nach § 93 StGB. Bissinger sprach von einer „Einschüchterung“ eines der Regierung missliebigen Presseorgans. Generalbundesanwalt Kurt Rebmann stellte im September 1983 das Ermittlungsverfahren gegen Bissinger aus Mangel an Beweisen ein.
Nach der Aufdeckung des Skandals der gefälschten Hitlertagebücher beim Stern brachte Bissinger das Buch seines ehemaligen Kollegen Erich Kuby über die Ereignisse im konkret-Verlag heraus, nachdem der Hoffmann-und-Campe-Verleger Thomas Ganske es nicht drucken wollte. Kurz darauf schrieben Bissinger und die beiden Ex-Hoffmann-und-Campe-Mitarbeiter Hans Röhring und Wolfgang Schuler ein weiteres Buch über den Skandal, das im Spiegel vorabgedruckt und zur Grundlage des Spielfilms Schtonk! (1992) wurde. Im Januar 1984 verließ Bissinger die konkret-Redaktion. Nach eigenen Angaben gestand er sich ein, dass „die Zusammenarbeit mit Gremliza von Anfang an ein einziges Missverständnis“ gewesen sei, eine journalistisch aufwändige, vielseitige und aggressive Illustrierte konnte und wollte Gremliza nicht aufbauen. Trotz einer kolportierten stillschweigenden Unterstützung konkrets durch den Mäzen Jan Philipp Reemtsma konnte sich Gremliza das von Bissinger gewollte Blatt nicht leisten. Mit Bissinger gingen bis auf eine Redakteurin auch alle weiteren Mitarbeiter. Gremliza machte sein Blatt wieder allein.
Im Jahr 1984 wechselte er als Chefredakteur zu natur und dem Ringier-Verlag. Natur war 1980 von Horst Stern in München gegründet und bis 1984 von ihm geführt worden. Der Verleger Michael Ringier kannte Bissinger von einer kurzen, gemeinsamen Zeit beim Stern und bot ihm die Chefredaktion an. Bissinger verfasste ein Konzept, wie er das „etwas oberlehrerhafte“ Blatt entwickeln wollte. Die Gestaltung sollte publikumsnäher werden und lösungsorientierter, auch Umweltprobleme dürften mit einer optimistischen Grundhaltung bearbeitet werden. Zudem fand Bissinger die natur zu deutsch, internationale Aspekte sollten im Inhalt stärker vorkommen und er wollte das Blatt optisch an großen Vorbildern orientieren. Ringier stimmte zu und Bissinger nahm die Aufgabe an.
Bissinger machte natur „politischer und stabilisierte das Blatt“. Außerdem erweiterte er dessen Spektrum um Technik und Ökonomie. Aus seiner Zeit beim Hamburger Senat war Bissinger mit der Atomkraft-Debatte vertraut. In der natur führte er sie weiter und thematisierte insbesondere die Pläne der WAA Wackersdorf. Einflussreich war ein abgedrucktes Gespräch zwischen Bissinger und dem Philosophen Günther Anders, in dem dieser Gewalt gegen Atomkraft und ihre Verteidiger für legitim erklärte. Gesammelte Beiträge aus der natur zum Thema erschienen als Buch im Droemer Verlag.
Nach gut vier Jahren und genau 50 Ausgaben bei natur mit einer auf über 100.000 massiv gesteigerten Auflage verließ Bissinger 1989 das Blatt und Ringier. Er sagte im Rückblick: „Ich habe die Leute gemocht, keine Frage. Aber ich hatte nur die Möglichkeit, irgendwann wie die anderen bleichgesichtigen Umweltschützer mit dem Jutebeutel rumzulaufen oder einfach wegzugehen.“ In der Zeit bei natur hatte er mehrere Angebote anderer Verlage bekommen. Die Süddeutsche Zeitung hatte ihm die Leitung des bevorstehenden SZ-Magazins angeboten. Die Verhandlungen scheiterten aber schon beim ersten Gespräch, weil SZ-Chef Dieter Schröder Bissinger die Frage stellte, warum er eigentlich Kommunist sei.
Er wurde 1989 Chefredakteur von Merian. Dieses gehörte zum Jahreszeiten-Verlag und damit zur Ganske-Verlagsgruppe. Damit kehrte Bissinger von München nach Hamburg zurück. Das Reisemagazin begann nach dem Krieg als Medium für Träume von der weiten Welt und ihren Sehnsuchtsorten. Über die Jahrzehnte und mit dem Massentourismus war es zur Zeitschrift für Kulturreisende entwickelt worden. Jedes Heft wurde von nur einem Redakteur gemacht, der freie Autoren und Fotografen beauftragte. Bissinger „entrümpelte und modernisierte“ das Blatt weiter. Gleichzeitig mit der Übernahme des Merian wurde er Generalsekretär des PEN-Zentrum Deutschland hinter Präsident Gert Heidenreich. Den so gewonnenen Zugang zu literarischen Autoren nutzte er, um sie mit Texten für Merian zu beauftragen.
Im Zuge der Wende und friedlichen Revolution in der DDR reagierte Bissinger wie ein aktueller Journalist. Noch 1989 brachte er ein Merian-Sonderheft zur DDR heraus, mit einem Titelfoto eines DDR-Grenzpfostens mit einem auffliegenden Vogel. Darin kurze literarische Texte zur Zeit von Walter Kempowski, Erich Loest, Christa Wolf, Günter Kunert und Günter Gaus. Das Heft verkaufte sich 520.000 mal und es kam drei Wochen schneller als das DDR-Sonderheft der Konkurrenz bei GEO. Im Folgejahr 1990 brachte Bissinger fünf Merian-Hefte in einem Schuber über „Die fünf neuen deutschen Länder“ heraus und deckte damit einen großen Informationsbedarf über die frühere DDR bei den Westdeutschen. Diese Kassette verkaufte sich 500.000 mal und wurde zudem von großen Unternehmen als Sonderdruck bestellt, die damit ihre Kunden zu Weihnachten beschenkten.

### Die Woche

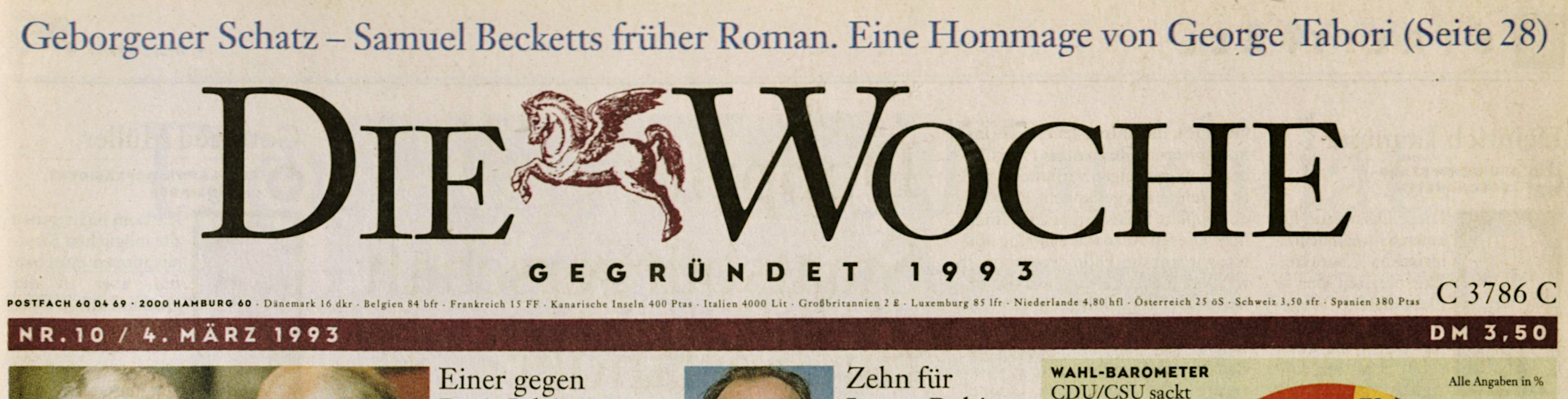
Zeitungskopf vom 4. März 1993

1992 erhielt Bissinger ein in der Branche als „sensationell“ beschriebenes Angebot. Gruner+Jahr wollte ihn als Chefredakteur von Geo holen. Jeder in den Medien wusste, dass das Reportagemagazin nur eine Zwischenstation sein sollte, nach einer „Schamfrist“ würde Bissinger „den stern übernehmen“. Der Stern war ins Trudeln gekommen, die Bedeutung nach dem Skandal um die Hitler-Tagebücher nicht wieder aufgebaut worden. Bissinger erschien dem Verlag als Lösung und Neuanfang.

#### Das Projekt
Gruner+Jahr konnte nicht wissen, dass Bissinger schon seit langem mit seinem Verleger Thomas Ganske an einem eigenen Projekt arbeitete. Beide erwarteten mit der Wiedervereinigung auch einen Umbruch in der deutschen Medienlandschaft. Die Ganske-Verlagsgruppe sah, wie sich Blöcke auflösten: In der Politik und in den Medien. In dieser Situation wollte Ganske mit einer neuen Wochenzeitung ein modernes, jüngeres Publikum ansprechen und „liberale Frischluft, von links“, anbieten. Insbesondere das Monopol der Hamburger Wochenzeitung Die Zeit sollte aufgebrochen werden. Und Bissinger wollte nach Jahrzehnten als Mitarbeiter, Nachfolger oder in der Rolle eines Retters anderer Medien endlich ein eigenes publizistisches Haus bauen.
Das Angebot von Gruner+Jahr an Bissinger gilt als einer der entscheidenden Faktoren, die Pläne tatsächlich umzusetzen. Zudem stand mit dem auch finanziellen Erfolg der fünf Merian-Sonderhefte eigenes Startkapital aus dem Verlag zur Verfügung. So wurde Bissinger Chefredakteur, Herausgeber und Geschäftsführer der linksliberalen Die Woche.
Im Rückblick sind die Erwartungen als Fehleinschätzung zu erkennen. Die großen Medienmarken wie Spiegel, Zeit und Süddeutsche Zeitung im liberalen Spektrum und links der Mitte waren etabliert und gewannen eher noch durch das Bedürfnis nach Informationen und Orientierung in der sich verändernden Welt. Und es traten zeitgleich neue oder neuzugeschnittene Medien auf. Nur eine Woche vor der Woche startete im Burda-Verlag das Nachrichtenmagazin Focus für die politische Mitte und alle rechts davon. Und Gruner+Jahr besaß seit 1990 die Wochenpost, das ehemals journalistisch beste Blatt der DDR, und versuchte sie bundesweit in dem Markt zu etablieren, den die Woche besetzen wollte.
Für Die Woche holte der Jahreszeiten Verlag ab 1992 in eine Entwicklungsredaktion über 50 erfahrene Journalisten von allen großen Blättern Deutschlands. Als stellvertretenden Chefredakteur holte Bissinger Hans-Ulrich Jörges vom Stern; zusammen mit Wirtschaftsjournalist Kurt Brehme, der von der Bild am Sonntag kam, waren sie das ursprüngliche Führungstrio.

#### Die letzte Neugründung einer gedruckten Zeitung
Die Woche war in vieler Hinsicht publizistisch innovativ. Als erstes deutschsprachiges Publikumsmedium enthielt sie in jeder Ausgabe eine Medienseite und berichtete über die Branche. Sie nutzte ihr Layout für häufige Pro- und Kontra-Spalten mit je einem Leitartikel zu einem Debattenthema. Sie stellte als erstes Blatt auf die neue Rechtschreibung um und wies ab dem 1. Januar 1999 alle Geldbeträge in Euro aus. Wenn die Redaktion es für sinnvoll hielt, konnte eine ganze Ausgabe einem übergeordneten Thema gewidmet werden; es wurde dann „aus unterschiedlichen Perspektiven in politischer, wirtschaftlicher, kultureller und gesamtgesellschaftlicher Sicht von A bis Z penetriert“. Willi Winkler charakterisierte die Woche: „Der ‚Woche‘ lag nicht so viel am Nachrichtengeschäft, sie sollte Meinung machen, wollte Leitartikel bringen und Thesen – die ‚Zeit‘ noch einmal, nur dünner, bunter, jünger.“
Mit einem neuen lesefreundlichen Layout und Design der ersten durchgehend vierfarbigen Zeitung auf dem deutschen Markt sollten vor allem junge Leserschaften gewonnen werden. Das Layout und den Zeitungskopf entwarf der vielfach ausgezeichnete Designer Neville Brody. Er verwandte eine Pegasus-Darstellung aus dem 16. Jahrhundert für das Emblem im Kopf zwischen den Worten „Die“ und „Woche“. Darunter selbstbewusst die Zeile „Gegründet 1993“. Als Art Direktoren wurden Lo Breier und Dirk Linke geholt.
Der Start war ungeheuer erfolgreich. Nach zwei Monaten wurden 130.000 Exemplare verkauft und Die Woche wurde in kürzester Zeit „Pflichtlektüre“ für Journalisten und Politiker aller Parteien „auf Augenhöhe mit Spiegel und Zeit“. Bissingers Leitartikel bekamen Einfluss. Er beschrieb das Ende des Systems Helmut Kohl und begleitete die Kanzlerschaft seines Freundes Gerhard Schröder. Den Ideen von Oskar Lafontaine stand er von Anfang an kritisch gegenüber und half, Stimmung gegen ihn zu machen. Die klare Positionierung des Chefredakteurs und Herausgebers bedeutete nicht, dass Die Woche eindimensional war. Die Redaktion war pluralistisch zusammengesetzt, Gegenstücke zu Bissinger bildeten etwa Tyll Schönemann (Stern) oder Peter Morner (Manager Magazin). Roger Willemsen und Peter Glotz schrieben lange Jahre wöchentliche Kolumnen. Bissinger hatte sich ein „pluralistisches Forum“ geschaffen.
Bissingers Zugang zu jungen Politikern galt als „dem Stand der öffentlichen Debatte um Jahre voraus“. So holte er zwei weitgehend unbekannte Teilnehmer der Pizza-Connection ins Blatt und ließ Peter Altmaier und Cem Özdemir über die Chancen eines Schwarz-Grünen Bündnisses streiten. Altmaier bezeichnete diese Veröffentlichung Jahre später als den eigentlichen Beginn seiner politischen Karriere.
Die Woche erhielt viele Preise für ihre innovative Blattgestaltung und war die erste durchgängig farbig gestaltete Wochenzeitung in Deutschland.
Zur Gründung hatte sich Hubert Burda mit 25 % am Kapital beteiligt. 1996 änderten sich die Besitzverhältnisse des Blatts. Die Wochenpost wurde eingestellt. Sie gehörte seit 1995 überwiegend dem Münchner Rechtsanwalt Dietrich von Boetticher, der 75 % von Gruner+Jahr gekauft hatte. Von Boetticher brachte die Abonnentendaten der Wochenpost mit, als er 46 % der Woche kaufte. Zeitgleich stieg Burda aus. 2000 verkaufte von Boetticher seine Anteile an den Jahreszeitenverlag, dem ab dann das Blatt wieder ganz gehörte.

#### Das Ende
Im März 2001 erlitt Bissinger in der Redaktion einen Schlaganfall. Nach Behandlung und Reha dreht sich ab Ende 2001 in der Woche das Personalkarussell. Bissinger wurde als Chefredakteur durch Hans-Ulrich Jörges abgelöst und zog sich auf den Herausgeberposten zurück. Kurt Breme wurde zum Geschäftsführer. Jörges ging und wurde kurzzeitig durch die Auslands-Chefin Sabine Rosenbladt ersetzt. Die Manager verhandelten über Beteiligungen anderer Verlage, die kamen aber nicht zustande. Am 6. März 2002 wurde Die Woche eingestellt.
Das Projekt hatte sich immer weniger gerechnet, als Ursache für die Einstellung im Jahr 2002 werden viele Gründe genannt. Bissinger selbst wurde damit zitiert, dass „mit der Digitalisierung der Medienwelt […] es unwahrscheinlich geworden [ist], dass noch jemals wieder eine Zeitschrift oder Zeitung mit einem umfassenden Themenanspruch außerhalb enger Marktnischen neu gegründet werde.“ Die Woche sei „nicht an zu wenig Lesern gescheitert; es fehlten einfach die Anzeigen.“ Dafür werden vor allem Fehler des Verlags genannt. Die Anzeigenabteilungen der Ganske Verlagsgruppe hatte bislang nur Erfahrung mit Frauenzeitschriften oder Special-Interest-Magazinen. Die Zielgruppe einer politischen Zeitung kannten sie nicht und konnten sie nicht erreichen. Zudem konnte sich das Management des Verlages nicht mit dem Produkt identifizieren. Der Zusammenbruch der Dotcom-Blase ab Mitte 2000 führte zu einem weiteren Rückgang des Anzeigengeschäfts. Laut Branchenberichten soll die Woche jedes Jahr rund 10 Millionen Mark Verlust gemacht und den Jahreszeiten Verlag ausgezehrt haben. Die Auflage wurde mit 130.000 angegeben, seit dem Jahr 2000 waren die Hälfte davon aber rabattierte Exemplare, für die der Verlag kaum Geld sah. Hans Leyendecker schrieb: „Ein Großteil der Leser besteht aus Journalisten, die sich für die Arbeit von Journalisten interessieren. Das reicht nicht.“

### Fernsehen
Von 1996 bis 2001 war Bissinger Ko-Moderator der politischen Talkshow 3 – 2 – 1 des Hessischen Rundfunks. Drei Moderatoren luden zwei Gäste ein, die zu einem kontroversen Thema diskutieren und streiten sollten. Die Gastgeber waren Luc Jochimsen (damals Chefredakteurin des Hessischen Fernsehens, später Bundestagsabgeordnete der Linken) in der Mitte, rechts von ihr Michel Friedman (damals CDU-Vorstandsmitglied sowie Mitglied des Zentralrats der Juden) und Bissinger zur Linken. Nach Friedmans Weggang 1997 ersetzte ihn Hugo Müller-Vogg (damals FAZ-Mitherausgeber und heute Berlin-Kolumnist von Bild). Gesprächsteilnehmer waren „Manager ebenso wie Gewerkschafter, Politiker wie Künstler, aufstrebende Talente, wie beispielsweise die junge Andrea Nahles oder Angela Merkel“. Im Jahr 2016 erfuhr die Fernsehsendung eine einmalige Neuauflage. Wie zuvor bei seiner Zeitung Die Woche wurde auch hier das Prinzip von Grundsatzdebatten mit gegensätzlichen Standpunkten und einer Moderation ausgetragen.

### Corporate Publishing
Nach dem Ende der Woche 2002 wurde Bissinger bis 2010 Geschäftsführer beim Verlagshaus Hoffmann und Campe in der Ganske-Verlagsgruppe. Er baute dort den 1996 gegründeten Geschäftsbereich Corporate Publishing (HoCa CP) auf. Dieser entwickelte sich schnell und erfolgreich. Ab 2010 war er immer der wirtschaftlich stärkste Teil der Ganske-Verlagsgruppe. Zu den Kunden gehörten und gehören Siemens, BMW, RWE, HochTief, die Deutsche Telekom, die Deutsche Bank, die Dresdner Bank, Unilever, Wempe, Mini, die Hamburger Sparkasse und Evonik Industries. Aber auch die Bayerische Staatsoper, das Bundesministerium für Umwelt, Naturschutz und Reaktorsicherheit ließen Publikationen durch HoCa CP erstellen und vertreiben. In dieser Zeit war Bissinger auch ein „führender Kopf“ des Beraterkreises um Werner Müller, als es um die Gründung der Evonik Industries aus der Ruhrkohle AG ging. Evonik wurde dann der zweitbeste Kunde von HoCa CP.
Zum 1. August 2013 schied Bissinger bei Hoffmann und Campe aus und verließ die Ganske-Verlagsgruppe endgültig. Vorausgegangen war ein Streit. Hoffmann und Campe hatte den wichtigsten Corporate Publishing-Kunden BMW an eine Londoner Agentur verloren, Bissinger schaltete sich persönlich ein und konnte im Zusammenspiel mit Ex-Woche-Leuten Dirk Linke und Adriano Sack erreichen, dass der Auftrag an die Briten zurückgenommen wurde und die BMW Group bei Hoffmann und Campe blieb. Dafür wollte Bissinger eine finanzielle Beteiligung. Thomas Ganske lehnte zunächst ab. Als er seine Meinung änderte und auf Bissinger zuging, war es für eine Versöhnung zu spät.
Im Oktober 2013 gründete Bissinger zusammen mit seinen ehemaligen Hoffmann-und-Campe-Kollegen Kim Notz (ehemals Krawehl) und Andreas Siefke in Hamburg die Corporate-Publishing-Agentur Bissinger plus, eigene Schreibweise in Großbuchstaben: Bissinger[+]. Die Agentur arbeitete eng mit der Hamburger Werbeagentur KNSK und der Essener Markenberatung KNSK brand lab von Werner Knopf zusammen, an denen Bissinger seit langem finanziell beteiligt war. Im Januar 2018 fusionierten KNSK, das KNSK brand lab und Bissinger[+] zur Holding KNSKB+. Siefke verließ daraufhin die Agentur, weil er „darin für sich keine Aufgabe mehr gesehen“ habe. Kim Notz (* 1981) wurde zur Sprecherin der Holding. KNSK+ hat Anfang 2019 175 Mitarbeiter, Bissinger ist Geschäftsführer und größter Gesellschafter.

## Person

### Politische Positionen
Manfred Bissinger gehörte zum Beraterkreis des Bundeskanzlers Gerhard Schröder. Er hatte zweimal das Angebot, als Kulturstaatsminister in sein Kabinett einzutreten, wollte aber nicht dafür die Die Woche aufgeben. Ein weiteres Angebot, Regierungssprecher zu werden, lehnte er ebenso ab. Bissinger unterstützte das Hartz-Konzept, die deutsche Greencard, den Schuldenabbau und die Senkung der Steuersätze in der Einkommensteuer. Zur Bundestagswahl 2005 verantwortete Bissinger presserechtlich eine Anzeige, die zur Wiederwahl von Gerhard Schröder aufrief.
Im August 2010 unterstützte Bissinger als einer von 40 Unterzeichnern den Energiepolitischen Appell, einer Lobbyinitiative der vier großen Stromkonzerne, um für die Laufzeitverlängerung deutscher Kernkraftwerke zu werben. Bissinger verwahrte sich daraufhin gegen den Vorwurf, damit ein „Atomlobbyist“ geworden zu sein. Er sei „für eine Verlängerung der Atomenergie, soweit sie notwendig ist, um zu gewährleisten, dass die Erneuerbaren Energien ordentlich auf den Markt gebracht werden können.“ Anstatt im Hintergrund Entscheidungen zu treffen, unterstütze er daher das offene Bekenntnis der Energieunternehmen, da diese mittelfristig ebenfalls die Atomenergie abschaffen und durch Erneuerbare Energien ersetzen wollten.
Seine Biographen verweisen deshalb auf nicht namentliche genannte, kritische Wegbegleiter Bissingers, die von ihm behaupten, er habe sich „von einem Sozialliberalen zu einem bedingungslosen Befürworter eines rein wirtschafts- und finanzorientierten Konsortiums aus Politik und Industrie“ entwickelt.

### Mitgliedschaften und Ehrung
Bissinger wurde „in den Jahren nach Brandts Rücktritt“ im Mai 1974 Mitglied der SPD und blieb es bis 1992. Die von Björn Engholm durchgesetzten Petersberger Beschlüsse, die neben einer Einschränkung des Asylrechts erstmals Auslandseinsätze der Bundeswehr unterstützten (zunächst nur im Rahmen von UN-Friedensmissionen), lehnte er ab und trat daraufhin gemeinsam mit seinen Freunden Jürgen Flimm und Günter Grass aus der Partei aus.
1983 wurde er in Athen für sein Engagement für die Demokratie während der Griechischen Militärdiktatur geehrt. Gleichzeitig wurden mit ihm Günter Wallraff, Helmut Palmer und die Lehrerin Sabine Dege geehrt. Bissinger lernte Dege bei dieser Reise kennen, später wurde sie seine zweite Ehefrau.
Er ist Mitglied im PEN-Zentrum Deutschland und war von 1991 bis 1993 dessen Generalsekretär. Bissinger ist Träger des Bundesverdienstkreuzes 1. Klasse.

### Privatleben
Eine Stärke Bissingers sei es, dass er gern auf Menschen zugehe, sie für sich einnehmen und den Kontakt über Jahrzehnte hinweg pflegen könne. Auf diese Weise habe er ein großes Netzwerk an Freunden und beruflichen Bekannten aufgebaut. Der Kollege und Freund Stefan Aust sagte zu Bissingers 60. Geburtstag: „Manfred kann gut mit Leuten. Er versteht es ausgezeichnet, persönliche Beziehungen aufzubauen.“ „Seine Verbindungen sind enorm. Er kennt alle und lebt vom Mythos: Irgendwie links, irgendwie unabhängig.“, schrieb Hans Leyendecker in der Süddeutschen Zeitung.
Dieses Netzwerk schloss den Schriftsteller und Grafiker Günter Grass ein, weshalb es Bissinger war, den Grass als ersten anrief, nachdem er 1999 über die Verleihung des Literaturnobelpreises verständigt worden war. Bissinger organisierte für Grass eine Pressekonferenz am selben Tag und moderierte sie. Grass war für Bissinger auch ein politischer Kompass. Wenn er an bedeutenden Kommentaren schrieb, überprüfte er seine Argumente oft anhand eines Telefonats mit Grass, dessen anderer Blickwinkel und klare Haltung für Bissinger sehr wichtig waren.
Bissinger sammelt zeitgenössische Kunst und ist mit vielen der Künstler befreundet. In seiner Sammlung befinden sich Werke von Markus Lüpertz, Horst Janssen, Stephan Balkenhol, SEO, Nikolaus Lang, Klaus Fußmann, Andy Warhol, Rainer Kriester und Bruno Bruni, sowie Gerald Strasser, Cornelia Schleime, Strawalde, Barbara Tucholski, Klaus Zylla und Felix Martin Furtwängler.
Manfred Bissinger hat zwei Töchter, die ebenfalls im Kulturbetrieb arbeiten, und ist seit 2000 in dritter Ehe mit Ehefrau Margrit verheiratet. Er lebt in Neuland im Landkreis Stade.

### Arbeitsweise
Bissinger greift gerne mit seinen Artikeln und Büchern in den aktuellen politischen Diskurs ein. Er umschreibt diese politisch motivierte Grundhaltung mit der Merker-Täter-Formel von Henri Nannen. Er sei als Journalist kein „Merker“ und wolle daher nicht nur beschreiben, sondern lieber als „Täter“ auch für ein Anliegen kämpfen. „Sich einmischen zu können lässt sich durch nichts aufwiegen.“ Bissinger möchte „der Aufklärung dienen und nicht dem Staat oder irgendwelchen Interessengruppen“. Bissinger warnte 2017 vor einer Vermischung von Journalismus und Werbung, dieser Unterschied müsse immer transparent bleiben. Erst dann könnte Werbung der Unternehmen auch in glaubwürdiger Weise guten Journalismus finanzieren. Nach dem Stellenabbau der Redaktionen durch Digitalisierung und Wirtschaftskrise entstünden beim Content-Marketing neue Arbeitsfelder.
Bissinger wurde vielfach wegen Publikationen verklagt, gewann aber alle Verfahren. Als existenzgefährdend erlebte er nur ein Verfahren, in dem der Konzern hinter der Mineralwasser-Marke Apollinaris wegen eines Tests in Natur mit einem Streitwert von 6 Millionen DM klagte, aber auch hier gewannen Bissinger und der Verlag. Er selbst klagte gegen Hubertus Knabe, als dieser ohne Beleg behauptete, dass Bissingers Text im Stern gegen Axel Cäsar Springer von 1967 auf Material beruhe, das ihm die Stasi übergeben hätte. Auch hier gewann Bissinger vor Gericht, Knabe musste eine Unterlassungserklärung abgeben und eine Vielzahl konservativer Medien, einschließlich der Frankfurter Allgemeinen Zeitung, Welt am Sonntag und Hubert Burda, mussten zurück rudern, da sie Knabes Beschuldigung bereits aufgegriffen und sich zu eigen gemacht hatten.
Bis 2013 schrieb Bissinger alle Texte ausschließlich per Hand oder diktierte sie. Er benutzte weder Schreibmaschine noch Computer. Erst mit der Selbständigkeit zeigte ihm Werner Knopf den Umgang mit einem iPad.
Der Journalist Reinhard Hesse beschrieb Bissinger als einen „bedächtig wirkende[n] Mann mit leisem Humor, der manchmal vergessen lässt, dass er wohl einer der Ausgeschlafensten seines Metiers ist“. Ein Medienkollege meinte über ihn, er sei „mit einer feinen journalistischen Nase ausgestattet und furchtlos, wenn es um die Sache geht“. Stets setze er sich „mit zurückhaltendem Auftreten und bestens getarnter Härte“ für seine Anliegen ein. Sein Zugang zu sehr verschiedenen Menschen wurde beschrieben als „vorsichtige[s], manchmal abwartend-taktierende[s]“ Verhalten.
Seinen Mitarbeitern gegenüber pflegt er eine konstruktive und unterstützende Umgangsweise: „Manfred ist ein Magier, er gibt dir das Gefühl, daß du wahnsinnig wichtig für ihn bist. Das stimmt natürlich nicht, aber da hat er dich schon gewonnen“, so einer seiner früheren Kollegen vom stern. Sabine Rosenbladt, Ressortleiterin Außenpolitik und kurzzeitige Chefredakteurin der Woche, schrieb über Bissinger: „Wie jeder große Chef ist er ein total gräßlicher, unmöglicher, unerträglicher, einmalig toller Kerl.“

## Veröffentlichungen (Auswahl)
Schriften
- Hitlers Sternstunde. Kujau, Heidemann und die Millionen. Rasch und Röhring, Hamburg / Zürich 1984, ISBN 3-89136-011-8.
- Lauter Widerworte. Essays, Reportagen, Kommentare aus fünf Jahrzehnten. Hoffmann und Campe, Hamburg 2011, ISBN 978-3-455-50206-0, Inhaltsverzeichnis.
- „Mit Engelszungen“. Erinnerungen an einen Tag mit Horst J. In: Horst Janssen und Günter Grass, hrsg. von Volker Neuhaus, Per Øhrgaard, Jörg-Philipp Thomsa, Freipass. Forum für Literatur, Bildende Kunst und Politik, Band 4, Schriften der Günter und Ute Grass Stiftung, Ch. Links Verlag, Berlin 2019, ISBN 978-3-96289-067-4, S. 14–35, eingeschränkte Vorschau in der Google-Buchsuche.

Gesprächsbände
- Der unbequeme Präsident Roman Herzog im Gespräch mit Manfred Bissinger und Hans-Ulrich Jörges. Hoffmann und Campe, Hamburg 1994; 2. vollständig überarbeitete Auflage, Droemer Knaur, München 1995, ISBN 3-426-80076-4.
- Versuch dich zu erinnern. Fotos von Dieter Eikelpoth[91]. Steidl, Göttingen 2004, ISBN 978-3-88243-790-4, (Marius Müller-Westernhagen im Gespräch mit Manfred Bissinger).

Herausgeberschaften
- Günther Anders: Gewalt – ja oder nein. Eine notwendige Diskussion. Droemersche Verlagsanstalt Knaur, München 1987, ISBN 978-3-426-03893-2, Aufsatzsammlung, Inhaltsverzeichnis.
- Die fünf neuen deutschen Länder. Hoffmann und Campe, Hamburg 1990, ISBN 978-3-455-49011-4. (Merian, fünf Sonderhefte in einer Kassette.)
- mit Daniela Hermes: Zeit, sich einzumischen. Die Kontroverse um Günter Grass und die Laudatio auf Yaşar Kemal in der Paulskirche. Steidl, Göttingen 1998, ISBN 3-88243-572-0.
- mit Dietmar Kuhnt und Dieter Schweer: Konsens oder Konflikt? Wie Deutschland regiert werden soll. Hoffmann und Campe, Hamburg 1999, ISBN 3-455-10393-6, Inhaltsverzeichnis.
- Stimmen gegen den Stillstand. Roman Herzogs „Berliner Rede“ und 33 Antworten. Hoffmann und Campe, Hamburg 2002, ISBN 3-455-10367-7, Inhaltsverzeichnis.
- Die Geschichte der Markenmacher. 75 Jahre Unilever in Deutschland. Hoffmann und Campe, Hamburg 2005, ISBN 978-3-455-09534-0, Inhaltsverzeichnis.
- mit Hugo Müller-Vogg: Schröder oder Merkel. Die schnelle Wahlhilfe. Hamburg 2005, ISBN 978-3-455-09537-1.
- Die Springer-Kontroverse. Ein Streitgespräch über Deutschland. (Zwischen Günter Grass und dem Springer-Vorstandsvorsitzenden Mathias Döpfner.) Steidl, Göttingen 2006, ISBN 978-3-86521-352-5.
- Kunst und Leben, Mythen und Tod. Ein Streitgespräch. (Zwischen dem Maler Anselm Kiefer und Mathias Döpfner.) Quadriga, Berlin 2012, ISBN 978-3-86995-046-4, Inhaltsverzeichnis.
- Demokratie lernen. Zur Verleihung des August-Bebel-Preises an Oskar Negt. Steidl, Göttingen 2012, ISBN 978-3-86930-467-0, Inhaltsverzeichnis.
- mit Wolfgang Thierse: Was würde Bebel dazu sagen? Zur Lage der Sozialdemokratie. Steidl, Göttingen 2013, ISBN 978-3-86930-670-4, Inhaltsverzeichnis.

## Film
- Journalist Manfred Bissinger. Gespräch, Deutschland, 2019, 32:25 Min., Moderation: Wolfgang Heim, Produktion: SWR, Reihe: SWR1 Leute, Erstsendung: 31. Juli 2019 bei SWR1,  Inhaltsangabe und online-Video von SWR.

## Radio
- Musik und Fragen zur Person. Der Publizist Manfred Bissinger. Gespräch mit Musik, Deutschland, 2019, 84:40 Min., Moderation: Joachim Scholl, Produktion: Deutschlandfunk, Reihe: Zwischentöne, Sendedatum: 18. August 2019, Inhaltsangabe, Audio-Datei, aufrufbar bis zum 19. August 2038.